# Sant Salvador de Briançó
Sant Salvador de Briançó és una església del poble de Briançó, al municipi de Ribera d'Ondara (Segarra) inclosa a l'Inventari del Patrimoni Arquitectònic de Catalunya.

## Descripció
És un edifici situat a la plaça del poble, d'una sola nau de planta rectangular amb coberta de volta de canó. Aquest presenta una obra paredada amb pedra irregular rejuntada amb argamassa de calç i arena, i la coberta a doble vessant de teula àrab. A la seva façana principal hi troben la porta d'accés d'arc de mig punt i els seus brancals obrats amb carreus de pedra del país. Per sobre d'aquesta porta hi ha disposat un òcul i finalment un petit campanar d'espadanya d'un ull.
Al costat de l'església, dins de la plaça del poble, ni na altres elements arquitectònics que han perdut la seva primitiva funció i que actualment formen part de l'embelliment de l'entorn. És el cas de dues columnes, que en origen deurien formar part d'un porxo i que actualment formen part duna estructura allindada amb la data 1975 incisa en el dintell de la mateixa estructura.

## Història
Les restes de la primitiva capella de Sant Salvador s'han localitzat en els baixos de cal Carulla. D'aquesta primitiva església se'n coneixen poques referències i ben segur que va ser bastida al mateix temps que s'aixecà el Castell de Briançó, conegut a partir del segle xii, i que actualment està localitzat a cal Carulla. La capella era sufragània de la parròquia de Santa Maria de Montlleó, i va estar dins del bisbat de Vic fins al 1957, que passà a Solsona. L'edifici actual és d'estil tardà.